# Eitzen (Minnesota)
Eitzen ist ein kleiner Ort im Houston County im Südosten von Minnesota, einem der nördlichen Bundesstaaten der Vereinigten Staaten. Das U.S. Census Bureau hat bei der Volkszählung 2020 eine Einwohnerzahl von 279 ermittelt.

## Geografie
Eitzen liegt zentral im Süden des Houston Countys, nur 500 m nördlich des Bundesstaates Iowa. Im Osten wird die Grenze des Countys als auch die des Bundesstaates Minnesota durch den etwa 20 km entfernten Mississippi gebildet.
Nächstgelegene Ortschaften um Eitzen herum sind die im Osten kurz vor dem Mississippi gelegene New Albin (16 km), die bereits in Iowa liegt, die im Nordwesten liegende Ortschaft Spring Grove (18 km über Nebenstraßen, 24 km über die State 76 und die State 44) und im Norden die Ortschaft Caledonia (16 km), die direkt über die durch Eitzen führende State 76 zu erreichen. ist.

## Demografische Daten
Nach dem 2000er Census gab es 229 Menschen, 108 Haushalte und 60 Familien mit Wohnsitz in der Stadt, was einer Bevölkerungsdichte von 152 Personen pro Quadratkilometer entspricht. Die Bevölkerung besteht zu 100 % aus Weißen.
Von den 108 Haushalten hatten 20,4 % Kinder unter 18 Jahren, die mit im Haushalt lebten, 50,0 % waren verheiratete Paare oder lebten zusammen, bei 1,9 % führte eine Frau ohne Mann den Haushalt. 39,8 % aller Haushalte bestanden aus Einzelpersonen und 25,9 % waren 65 Jahre alt oder älter. Die durchschnittliche Haushaltsgröße bestand aus 2,12 Personen und die durchschnittliche Familiengröße aus 2,83 Personen.
Die Altersstruktur in Eitzen verteilt sich auf 22,3 % unter 18 Jahren, 3,1 % zwischen 18 und 24, 26,6 % zwischen 25 und 44, 18,3 % zwischen 45 und 64 und 29,7 % auf Personen, die 65 Jahre oder älter sind. Das durchschnittliche Alter betrug 43 Jahre. Auf jeweils 100 Frauen im Alter über 18 Jahre gab es 85,4 Männer.
Das mittlere Einkommen für einen Haushalt in der Stadt betrug $ 29.688, und das für eine Familie betrug $ 36.607. Männer hatten ein mittleres Einkommen von $ 26.250 gegenüber $ 16.667 für Frauen. Das Pro-Kopf-Einkommen für die Stadt betrug $ 16.440. Über 3,0 % der Familien und 3,5 % der Bevölkerung lebten unterhalb der Armutsgrenze, wobei niemand unter 18 Jahren und 2,9 % 65 Jahre und darüber dies Kriterium erfüllten.

## Veranstaltungen
Der örtliche Lion’s Club richtet jährlich vom 3.–5. Juli anlässlich des 4. Juli das „Family Fun Fest“ aus. Hauptattraktionen dabei sind ein Truck-Pull Rennen, eine große Parade mit nächtlichem Feuerwerk und eine Traktoren-Parade.